# Аржантре ди Плеси
Аржантре ди Плеси (фр. Argentré-du-Plessis) насеље је и општина у северозападној Француској у региону Бретања, у департману Ил и Вилен која припада префектури Рен.
По подацима из 2011. године у општини је живело 4.233 становника, а густина насељености је износила 102,1 становника/km². Општина се простире на површини од 41,46 km². Налази се на средњој надморској висини од 89 метара (максималној 163 m, а минималној 67 m).

## Демографија
| 1962. | 1968. | 1975. | 1982. | 1990. | 1999. | 2011. |
| ----- | ----- | ----- | ----- | ----- | ----- | ----- |
| 2.265 | 2.422 | 2.765 | 3.045 | 3.329 | 3.614 | 4.233 |

График промене броја становника у току последњих година